# Orden de arresto
Una orden de arresto es una resolución judicial emitida por un juez o magistrado en nombre del estado que autoriza el arresto y la detención de un individuo o el registro y la incautación de la propiedad de un individuo.

## Por país

### Alemania
La detención de una persona sólo está permitida bajo ciertas condiciones definidas por la Ley Fundamental para la República Federal de Alemania. En el artículo 104 (Privación de libertad), la ley fundamental determina que sólo un Haftrichter («juez de arresto») puede ordenar un confinamiento que exceda de 48 horas. El primero se llama vorläufige Festnahme («confinamiento provisional»), el segundo se llama Haftbefehl («orden de arresto»). Las órdenes de detención sirven para hacer cumplir la prescripción legal, por ejemplo, en el Código de Procedimiento Penal, pero también en el derecho de procedimiento civil, en el derecho administrativo y en los procedimientos administrativos especiales, como el Código Fiscal, la orden del Tribunal de Hacienda o el derecho del Tribunal Social.

### Canadá
Las órdenes de arresto son emitidas por un juez o juez de paz según el código penal de Canadá.
Una vez expedida la orden, el artículo 29 del código exige que el oficial que efectúe el arresto debe notificar al acusado de la existencia de la orden, el motivo de la misma y presentarla si se le solicita, si es posible hacerlo.

### Estados Unidos
Para que la policía realice un arresto legal, el oficial o los oficiales que realizan el arresto deben tener una causa probable para arrestar o una orden de arresto válida.
Una orden de arresto válida debe ser emitida por un juez o magistrado neutral, que haya determinado que existe causa probable para un arresto, basándose en un testimonio jurado o una declaración jurada en apoyo de la petición de una orden. La orden de arresto debe identificar específicamente a la persona que será arrestada. Si un declarante ante un organismo encargado de hacer cumplir la ley proporciona información falsa o muestra un desprecio temerario por la verdad al proporcionar una declaración jurada o testimonio en apoyo de una orden de arresto, eso puede constituir motivo para invalidar la orden.
Estos requisitos mínimos se derivan del lenguaje contenido en la Cuarta Enmienda. Los estatutos federales y la mayoría de las jurisdicciones requieren la emisión de una orden de arresto para el arresto de personas por la mayoría de los delitos menores que no fueron cometidos ante la vista de un oficial de policía. Sin embargo, siempre que la policía tenga la causa probable necesaria, normalmente no se necesita una orden judicial para arrestar a alguien sospechoso de un delito grave en un lugar público; estas leyes varían de un estado a otro. En una situación que no es de emergencia, el arresto de una persona en su domicilio requiere una orden judicial.

#### Demostración adecuada de causa probable
La causa probable puede basarse en la observación directa del oficial de policía o en información de oídas proporcionada por otros. La información que la policía lleva al magistrado neutral e imparcial debe establecer que, teniendo en cuenta la experiencia y la formación del agente de policía, éste conoce hechos, ya sea por observación personal o por rumores, que sugerirían a una persona razonable y prudente que el individuo nombrado en la orden cometió o estaba cometiendo un delito.
Desde 1964 hasta 1983, una declaración jurada constitucionalmente adecuada compuesta exclusivamente o principalmente de información de oídas tenía que contener información que sugiriera al magistrado instructor que (1) el declarante de oídas que proporcionaba la información a la policía era una persona creíble, y (2) que el declarante de oídas tenía una base sólida de conocimiento de los hechos alegados. Desde 1983, una declaración jurada constitucionalmente suficiente debe respaldar la conclusión de un magistrado revisor de que la «totalidad de las circunstancias» sugiere que hay una probabilidad razonable de que los hechos en los que se basó la policía como causa probable para el arresto sean válidos; el magistrado equilibra «los pesos relativos de todos los diversos indicios de confiabilidad (y falta de confiabilidad) que acompañan la pista de un informante».

#### Magistrado neutral y distante
La persona que emite la orden de arresto no necesita ser un juez o un abogado, pero debe ser capaz de determinar si existe causa probable y también ser un funcionario neutral e imparcial. Aunque las órdenes de arresto generalmente son emitidas por los tribunales, también pueden ser emitidas por una de las cámaras del Congreso de los Estados Unidos u otras legislaturas.

#### No conocimiento de falsedades conocidas o imprudentes
Una orden judicial es inválida si el acusado que impugna la orden de arresto puede demostrar, mediante una preponderancia de la evidencia, que:
- Partes específicas de la declaración jurada presentada por la policía son falsas.
- La policía los falsificó a sabiendas o los hizo sin tener en cuenta su veracidad o falsedad.
- Excluyendo las declaraciones falsas, el resto de la declaración jurada no habría establecido una causa probable para el arresto.

#### Descripción del detenido
Para cumplir con la Cuarta Enmienda, la orden de arresto debe «describir particularmente» a la persona que será detenida. Si la orden de arresto no contiene dicha descripción, es inválida, incluso si la declaración jurada presentada por la policía o la solicitud de orden contenían esta información.

#### Mittimus
Un mittimus (en latín «enviamos») es una writ emitida por un tribunal o magistrado, ordenando al sheriff u otro funcionario ejecutivo que traslade a la persona nombrada en la orden a una prisión o cárcel, y ordenando al carcelero que reciba y encarcele a la persona.
La jerga policial a veces se refiere a tales órdenes como «órdenes de capias», definidas como órdenes para «tomar» (o «capturar») a una persona o bienes. Los recursos capias a menudo se emiten cuando un sospechoso no se presenta a una audiencia, un juicio o un procedimiento similar programado.

#### Bench warrant
Una bench warrant es una citación emitida desde un bench (tribunal) que ordena a la policía arrestar a alguien que debe ser llevado ante un juez específico, ya sea por desacato al tribunal o por no comparecer ante el tribunal como se requiere. A diferencia de una orden de arresto básica, una bench warrant no se emite para iniciar una acción penal.
Por ejemplo, si un acusado es puesto en libertad bajo fianza o bajo reconocimiento de responsabilidad y no se presenta a una comparecencia judicial programada, o si un testigo cuyo testimonio se requiere en el tribunal no comparece según lo requerido por una citación, se puede emitir una bench warrant para esa persona. En los casos en que se emite una bench warrant para alguien que pagó una fianza y posteriormente no se presentó a la cita judicial, una vez que es arrestado nuevamente y llevado ante el juez, el juez puede aumentar el monto de la fianza o revocarla por completo.
Si un agente del orden público detiene a una persona con una bench warrant pendiente en su contra, la persona puede ser detenida debido a la orden y puede permanecer en la cárcel hasta que se pague la fianza o se celebre una audiencia sobre la orden. La audiencia puede dar lugar a que el tribunal establezca un nuevo monto de fianza, nuevas condiciones y una nueva fecha de comparecencia ante el tribunal. Si un acusado penal es arrestado por una orden judicial, el tribunal puede determinar que la persona representa un riesgo de fuga (es probable que huya de la jurisdicción) y ordenar que esa persona sea detenida sin derecho a fianza.

#### Orden de arresto pendiente
Una orden de arresto es una «orden de arresto pendiente» (outstanding arrest warrant) cuando la persona nombrada en la orden aún no ha sido arrestada. Una orden de arresto puede estar pendiente si la persona nombrada en la orden evade intencionalmente la aplicación de la ley, no sabe que hay una orden de arresto en su contra, la agencia responsable de ejecutar la orden tiene una acumulación de órdenes para cumplir o una combinación de estos factores.
Algunas jurisdicciones tienen un número muy elevado de órdenes de arresto pendientes. La gran mayoría en las jurisdicciones estadounidenses son por citaciones relacionadas con el tráfico (no violentas). En 1999, el estado de California tenía alrededor de 2,5 millones de órdenes de arresto pendientes, de las cuales casi un millón estaban en el área de Los Ángeles. La ciudad de Baltimore, Maryland, tenía 100 000 en 2007. En Nueva Orleans, Luisiana, había 49 000 en 1996. En 2009, el estado de Texas tenía al menos 1,7 millones de órdenes de arresto pendientes sólo en el área de Houston.
Algunas jurisdicciones tienen leyes que imponen diversas restricciones a las personas con órdenes de arresto pendientes, como la prohibición de renovar la licencia de conducir o de obtener un pasaporte.

### India
Los tribunales pueden emitir una orden de arresto contra una persona en virtud del artículo 72 de Bharatiya Nagarik Suraksha Sanhita de 2023. En virtud de una orden de arresto sujeta a fianza, una persona puede ejecutar una fianza con garantías suficientes para su comparecencia ante el tribunal en un momento específico y, a partir de entonces, hasta que el tribunal ordene lo contrario, el funcionario a quien se dirige la orden tomará dicha garantía y liberará a dicha persona. de la custodia. Una orden de arresto sin fianza generalmente se emite por delitos graves y si existe sospecha de que el acusado se fugará. Las secciones 74 y 75 del BNSS otorgan al magistrado judicial principal o a un magistrado de primera clase la facultad de dirigir una orden judicial a cualquier persona dentro de su jurisdicción local para el arresto de cualquier convicto fugitivo, delincuente proclamado o cualquier persona acusada de un delito que no permite la libertad bajo fianza y está evadiendo el arresto. Dicha persona deberá reconocer por escrito el recibo de la orden y deberá ejecutarla si la persona para cuyo arresto se emitió se encuentra o ingresa en cualquier tierra u otra propiedad bajo su cargo. El artículo 78 del BNSS protege los derechos de los arrestados al obligar a la policía a presentar a la persona arrestada ante un magistrado dentro de las 24 horas siguientes a su arresto.

### Reino Unido
El procedimiento para emitir órdenes de arresto difiere en cada una de las tres jurisdicciones legales.

#### Inglaterra y Gales
En Inglaterra y Gales, se pueden emitir órdenes de arresto tanto para sospechosos como para testigos.
Un juez de paz puede emitir órdenes de arresto contra sospechosos en virtud del artículo 1 de la Ley de Tribunales de Magistrados de 1980 si se le presenta información (por escrito) de que una persona ha cometido o se sospecha que ha cometido un delito. Estas órdenes de arresto sólo pueden expedirse contra una persona mayor de 18 años si se cumple al menos una de las siguientes condiciones:
- El delito al que se refiere la orden es un delito procesable o se castiga con pena de prisión.
- El domicilio de la persona no está suficientemente establecido para poder notificarle allí la citación.

Se pueden emitir órdenes de arresto contra testigos si:
- Un juez de paz queda convencido bajo juramento de que:[24]
  - Es probable que cualquier persona en Inglaterra o Gales pueda proporcionar evidencia material o presentar cualquier documento o cosa que pueda ser evidencia material en el juicio sumario de una información por un tribunal de magistrados.
  - Es de interés para la justicia expedir una citación en virtud de esta subsección para asegurar la comparecencia de esa persona para prestar testimonio o presentar el documento o cosa, y
  - Es probable que una citación no logre la comparecencia de la persona en cuestión.
- o si:[24]
  - Una persona no se ha presentado ante el tribunal en respuesta a una citación,
  - El tribunal está convencido, mediante declaración bajo juramento, de que es probable que pueda proporcionar pruebas materiales o producir cualquier documento o cosa que pueda ser una prueba material en los procedimientos.
  - Se prueba bajo juramento o de cualquier otra manera que se prescriba, que se le ha notificado debidamente la citación y que se le ha pagado o ofrecido una suma razonable por costas y gastos, y
  - Al Tribunal le parece que no hay excusa justa para tal incumplimiento.

#### Escocia
En Escocia, se puede emitir una warrant to apprehend si un acusado no comparece ante el tribunal.

#### Irlanda del Norte
En Irlanda del Norte, las órdenes de arresto suelen ser emitidas por un magistrado.